# Barbara Nawrocka-Dońska
Barbara Nawrocka-Dońska z d. Bodzińska (ur. 17 października 1924 w Warszawie, zm. 15 maja 2018 tamże) – polska prozaiczka, eseistka i dziennikarka. Żołnierz Armii Krajowej i powstaniec warszawski.

## Życiorys
W czasie II wojny światowej była żołnierzem Armii Krajowej i brała udział w powstaniu warszawskim. W konspiracji była łączniczką i sanitariuszką. Postanowieniem Prezydenta RP Lecha Wałęsy podporucznik Wojska Polskiego (17 listopada 2000). Postanowieniem Ministra Obrony Narodowej Jerzego Szmajdzińskiego awansowana do stopnia porucznika (19 września 2002).
Ukończyła studia na Wydziale Prawa Uniwersytetu Warszawskiego.
Debiutowała jako prozaiczka na łamach tygodnika „Po prostu”. W latach 1948–1950 przebywała na Dolnym Śląsku. W 1950 wróciła do Warszawy. Była redaktorką dzienników „Trybuna Ludu” i „Trybuna Mazowiecka”. W latach 1968–1974 pracowała w dziale kulturalnym Trybuny Ludu, w Naszej Trybunie/Trybunie Mazowieckiej (1978–1982) (jedyna jej praca etatowa w prasie). Była radną w VI kadencji Dzielnicowej Rady Narodowej Warszawa Śródmieście (1973–1977). 1 lutego 1985 przeszła na emeryturę.
Była autorką ponad 500 artykułów w prasie codziennej, również terenowej, tygodnikach kulturalnych warszawskich, m.in. reportaże, artykuły krytyczno-literackie, z krytyki filmowej oraz dział kultury w Trybunie Ludu; reportaże z kilkunastu pobytów w Związku Radzieckim, z Chin, Francji, Szwajcarii, Italii, Grecji i Kuby. Pisała również w prasie kobiecej, w tym w Zwierciadle. Wydała 28 książek, w tym 5 książkowych wydań reportaży zagranicznych.

### Członkostwo
Była członkinią:
- Związku Literatów Polskich w latach 1958–1990
- Zarządu Głównego, przewodnicząca Komisji Współpracy ZLP z Domem Książki, następnie do 1990 przewodnicząca komisji Kasy Pożyczkowej. Wystąpiła z ZLP, gdy w 1990 Izabella Cywińska, Minister Kultury i Sztuki, zażądała zwrotu dotacji umieszczonej na koncie ZLP w celu wspomagania pisarzy
- Stowarzyszenie Autorów ZAiKS 1959–2018
- PZPR[1] w latach 1961–1990
- SDP 1979–1982
- Klubu Publicystyki Filmowej 1979–1981
- Stowarzyszenia Dziennikarzy Rzeczypospolitej Polskiej 1982–2018
- Klubu Publicystyki Międzynarodowej
- Związku Powstańców Warszawskich 1990–2018
- Związku Literatów Polskich luty 2000–2018
- Stowarzyszenia Kultury Europejskiej marzec 2000–2018

### Życie rodzinne

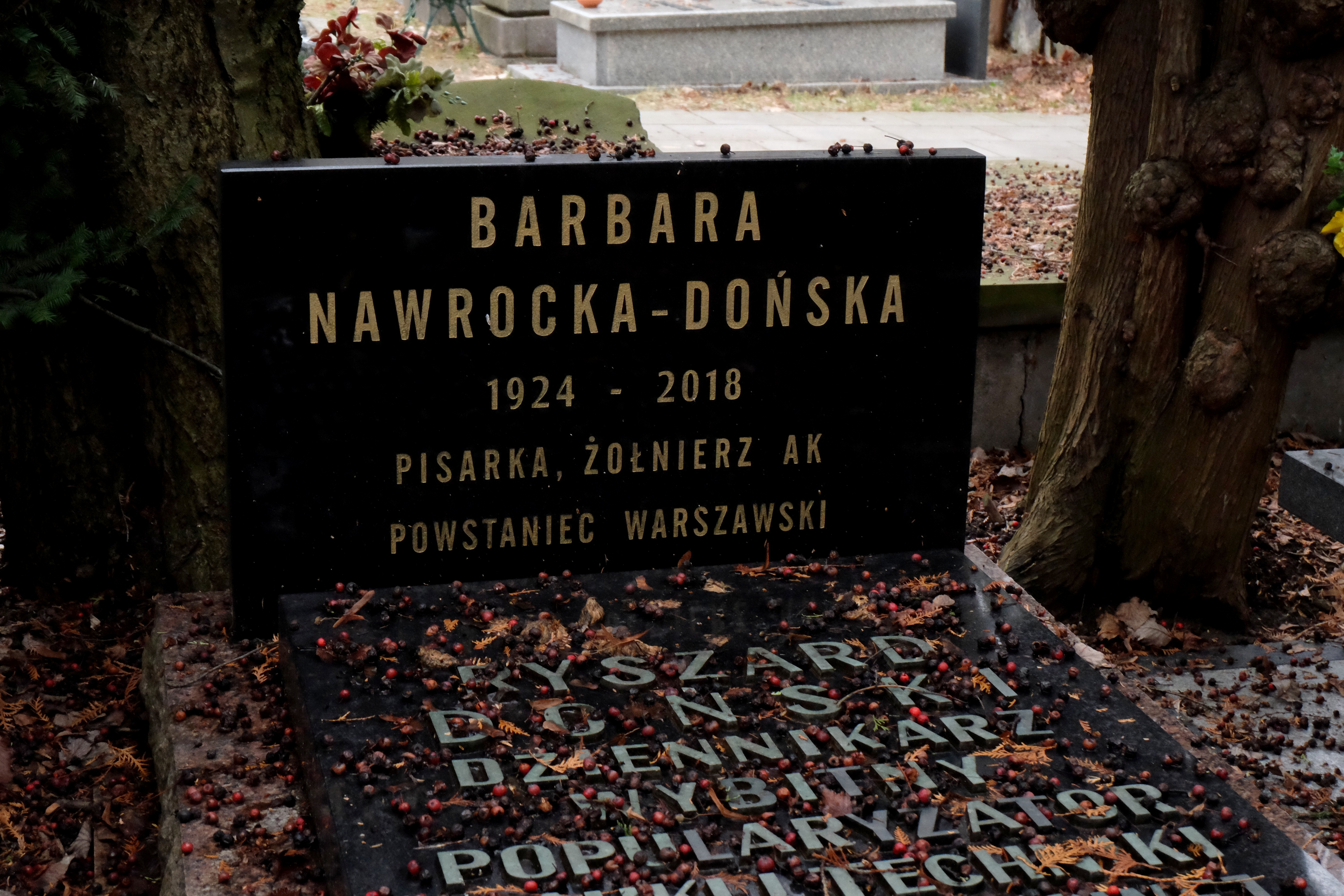
Grób pisarki Barbary Nawrockiej-Dońskiej na cmentarzu Wojskowym na Powązkach w Warszawie

Mąż Ryszard Doński, dziennikarz (zm. 6 marca 1973). Córka Małgorzata Dońska-Olszko, absolwentka Wydziału Rehabilitacji Ruchowej Akademii Wychowania Fizycznego, wyróżniona czterokrotnie nagrodą rektorską. Dyrektorka Zespołu Szkół nr 109 w Warszawie, ul. Białobrzeska 44. Stypendystka Fundacji Eisenhowera w Stanach Zjednoczonych (2000). W 2010 roku otrzymała tytuł Honorowego Profesora Oświaty. Syn Jacek Nawrocki (zm. 2002) – inwalida pierwszej grupy. Wnuczka Katarzyna Olszko (ur. 4 listopada 1982), aktorka i producentka, absolwentka Akademii Dramatu i Tańca – Urdang Academy w Londynie.
Zmarła w Warszawie, spoczywa na cmentarzu Wojskowym na Powązkach (kwatera A33-2-5).

## Twórczość
Powieści:
- Dwie Miłości, debiut. (PIW 1956)[6]
- Powszedni dzień dramatu (Czytelnik 1961[7], 1962[8], 1964[9], 1969[10], 1974[11], 1976[12], 1982[13])
- Pojedynek z pamięcią (Czytelnik 1962)[14]
- Odlot za tydzień (Czytelnik 1964[15], 1977[16])
- Gęsty las (Wydawnictwo Śląsk 1965[17], 1987[18])
- Akcja chirurg (wspólnie z Ryszardem Dońskim, Wydawnictwo Iskry 1968[19], 1972[20])
- Tajemnicza katarynka (Wydawnictwo Iskry 1968, seria Ewa wzywa 07)[21]
- Trolejbusem do Galaktyki (PIW 1969)[22]
- Śmierć czarnoksiężnika (wspólnie z Ryszardem Dońskim, Wydawnictwo Iskry 1970, seria Ewa wzywa 07[23], tłumaczone na język niemiecki 1974)
- Zatrzymaj zegar o jedenastej (Wydawnictwo Iskry 1973[24], tłumaczone na język niemiecki 1977)
- To nieprawda, że umarł Tristan (Wydawnictwo Iskry 1977)[25]
- Zatruty bluszcz (Czytelnik 1977)[26]
- Złota czara (Czytelnik, 1979[27], 1988[28])
- Powrót Saszki (Książka i Wiedza 1983)[29]
- Białe i czarne (Wydawnictwo Spółdzielcze 1987)[30]
- Stara transzeja (niewydana, I nagroda w konkursie Wydawnictwa Spółdzielczego 1988)

Opowiadania:
- Powrót z więzienia (drukowane w krakowskim Życiu Literackim 1958 oraz w Forlaget Fremad w książce zbiorowej tłumaczonej na język duński w 1958)
- 18 opowiadań (Książka i Wiedza 1962)[31]
- Ślubna suknia (Wydawnictwo Pojezierze 1977)[32]

Książki reportażowe:
- Dobry wieczór Mister Godot (Czytelnik 1965)[33]
- Papieski topaz (Czytelnik 1967)[34]
- Trolejbusem do Galaktyki (PIW 1969)[35]
- Jak wulkan gorąca (Czytelnik 1972)[36]
- Wino Argonautów (Książka i Wiedza 1984)[37]

Książki dla dzieci i młodzieży w edycjach Naszej Księgarni:
- Kolorowe sny Gosi (1969)[38]
- Przed godziną W (1969, 1982, 1987)[39]
- Historia życia czarnego kota (1974, 1978, 1985)[40]

Pamiętniki:
- Prywatny Pamiętnik (Książka i Wiedza 1988[41], drukowany także w odcinkach w Kontrastach w Białymstoku)
- Druga część Pamiętnika (niewydana)

## Ordery i odznaczenia
- Złoty Krzyż Zasługi (1968)
- Medal Zwycięstwa i Wolności 1945 (1976)
- Medal za Warszawę 1939–1945 (1976)
- Warszawski Krzyż Powstańczy (1982)[42]
- Odznaka Grunwaldzka (1983)
- Krzyż Kawalerski Orderu Odrodzenia Polski (1984)[1]
- Medal 40-lecia Polski Ludowej (1985)
- Brązowy Krzyż Zasługi z Mieczami za udział w walkach AK (1993)
- Krzyż Armii Krajowej (1995)
- Brązowy Medal „Zasłużony Kulturze Gloria Artis” (2015)[43]

## Nagrody
- nagroda Wydziału Kultury i Sztuki m. st. Warszawy za Prywatny Pamiętnik
- nagroda im. Witolda Hulewicza za całokształt twórczości w dziedzinie literatury, przyznawana przez Zarząd Oddziału Warszawskiego Związku Literatów Polskich oraz Oficynę Literatów i Dziennikarzy „Pod Wiatr” (2011)[44]